# Das Mädchen mit dem Diamantohrring
Das Mädchen mit dem Diamantohrring (Originaltitel: The Loss of a Teardrop Diamond) ist ein US-amerikanisches Filmdrama aus dem Jahr 2008. Regie führte Jodie Markell, das Original-Drehbuch stammt von Tennessee Williams.

## Handlung
Die Handlung spielt in den Südstaaten der 1920er Jahre. Fisher Willow, die verwöhnte Tochter eines US-amerikanischen Plantagenbesitzers, kehrt von ihrem Auslandsstudium in Europa zurück. Doch in der heimatlichen Society macht sie sich durch ihre kantige Art rasch unbeliebt. Einzig Jimmy Dobyne – der arme Arbeiterjunge, der sich um seinen Alkoholikervater und die geisteskranke Mutter kümmern muss – ist ihr zugeneigt. Fisher heuert Jimmy an, sie auf Societypartys zu begleiten. Es wird schnell deutlich, dass Fisher sich zu Jimmy hingezogen fühlt, der sich ihr gegenüber aber zurückhaltend verhält, sei es aus Respekt oder Schüchternheit.
Als Fisher einen wertvollen Diamantenohrring auf einer Party verliert, droht die Freundschaft der beiden endgültig zu zerbrechen. Der restliche Abend verläuft ganz anders, als Fisher es geplant hat. Während Jimmy nur Augen für ein anderes Mädchen hat, kann Fisher nicht an der Freude der anderen Partygäste teilhaben, von denen sie nur Häme und Ablehnung zu spüren bekommt. Einzig die sterbenskranke Tante ihrer Freundin, Miss Addie, scheint sie zu verstehen. Diese bittet Fisher darum, ihr mit Medikamenten Sterbehilfe zu geben.
Jimmy, der aus tiefster Überzeugung ehrlich ist, muss mit Entsetzen feststellen, dass seine Geliebte den wertvollen Ohrring Fishers gestohlen hat. Er zwingt sie dazu, ihn Fisher zu übergeben, und nimmt für immer von ihr Abschied. Zur gleichen Zeit erfüllt Fisher ihr Versprechen an Miss Addie und erlöst sie von ihren Qualen.
Auf dem Heimweg gesteht Fisher ihre Gefühle gegenüber Jimmy und bittet ihn, bei ihr zu bleiben, da er der einzige Mensch ist, den sie aushalten kann.

## Kritiken
Die Organisatoren des Toronto International Film Festivals schrieben, die in einem Spielfilm debütierende Regisseurin bringe in den Film „eine starke Portion visueller Dynamik“ sowie ein detailreiches, authentisches und „außergewöhnlich stimmungsvolles“ Porträt des Südens. Der Film befolge getreu den Ton und die Sprache von Williams; die Kostüme seien elegant.

## Hintergründe
Nach den ersten Planungen sollte Lindsay Lohan die weibliche Hauptrolle spielen, sie wurde jedoch am Anfang 2007 durch Bryce Dallas Howard ersetzt.
Der Film wurde in verschiedenen Orten in Louisiana gedreht. Seine Produktionskosten betrugen schätzungsweise 15 Millionen US-Dollar. Die Weltpremiere fand am 12. September 2008 auf dem Toronto International Film Festival statt. In Deutschland erschien der Film 2013 unter dem Titel Das Mädchen mit dem Diamantohrring auf DVD.